# Gimme Some Lovin'
"Gimme Some Lovin'" es una canción escrita por Steve Winwood, Spencer Davis y Muff Winwood, grabada y publicada cuando ellos estaban en la banda The Spencer Davis Group en 1966.

## Personal
- Steve Winwood - voz principal, órgano, piano y pandereta
- Spencer Davis - guitarra eléctrica y coros
- Muff Winwood - bajo y coros
- Pete York - batería y cencerro

## Uso comercial
- La versión estadounidense también se usó en la película Iron Eagle de 1986 durante una escena de ataque de un avión de combate, pero no se incluyó en la banda sonora asociada producida por Capitol Records .
- La canción se usa sobre un juego de fútbol americano en la película de 1983 The Big Chill.
- La canción se reproduce sobre un montaje de carreras de NASCAR en la película de acción de 1990 Days Of Thunder .
- También se utilizó durante los créditos finales de la película de 2004 The Flight of the Phoenix.
- La canción se usó en la película Sleepers 1996 durante una escena en la que Lorenzo "Shakes" Carcaterra huye de un vendedor de perritos calientes.
- La canción se utilizó en la película Striptease de 1996 durante una escena en la que Paul Guber es llevado al club de estriptis Eager Beaver.
- La canción se utiliza como sonido de fondo para la secuencia de persecución callejera del carro en la película Notting Hill de 1999.
- La canción también se usa en la película EDtv de 1999 cuando Ed interpretado por Matthew McConaughey persigue a Shira interpretada por Jenny Elfman.
- La versión original de Spencer Davis Group se usa como música de fondo en la película Rush de 2013 en la escena de la primera carrera, cuando James Hunt y Niki Lauda compiten por primera vez en la misma carrera.
- La versión de Spencer Davis Group aparece en un comercial de televisión de 2018 para Walmart .[1]
- La canción también fue utilizada para un video promocional del Porsche 911 S/T